# Война за независимость Мексики
Мексика́нская война́ за незави́симость (16 сентября 1810 — 27 сентября 1821) — вооружённый конфликт между народом Мексики и испанскими колониальными властями, часть войны за независимость испанских колоний в Америке.
Конфликт начался 16 сентября 1810 года с крестьянских волнений и со временем вылился в общенациональное движение за независимость от Испании. Антиколониальная война развернулась в Мексике после того, как войска Наполеона в процессе Испано-французской войны (1808—1814) оккупировали Испанию. Борьба за независимость Мексики развивалась по примерам Великой французской революции (1789—1799) и Войны за независимость США (1775—1783).

## Предыстория конфликта
Непосредственным толчком к подъёму освободительного движения в Новой Испании, равно как и в других испанских колониях, послужили события 1808 года в метрополии, когда в результате французской интервенции и последовательного отречения королей Карла IV и Фердинанда VII наступил кризис власти.
Рост сепаратистских настроений в Новой Испании был обусловлен обстоятельствами внутреннего и внешнего порядка. С одной стороны от колониального гнёта страдали различные группы населения, от индейцев, лишённых всяких прав и подвергавшихся жестокой эксплуатации, до мелких землевладельцев, ремесленников, интеллигенции, недовольных дискриминацией и политическим бесправием, с другой — события на европейском континенте, Великая французская революция, Война за независимость США, проникновение в Латинскую Америку прогрессивных идей благоприятствовали развитию антиколониальных тенденций.

## Начало войны
Война началась с восстания в селении Долорес 16 сентября 1810 года. Его возглавил священник Мигель Идальго-и-Костилья. Поздне́е, восстание было названо «Грито де Долорес». Мятежники, в большинстве своём индейцы и метисы, требовали освобождения рабов, отмены подушной подати и возвращения индейцам отнятых земель. В тот день Идальго привлёк на свою сторону около 600 человек и, разделив на отряды, повёл их на юг. 20 сентября повстанцы вступили в Селаю. 28 сентября мятежники числом около 14 тыс. человек подошли к Гуанахуато. В результате ожесточённого боя город был взят. 10 октября силы Идальго вступили в Вальядолид. 19 октября революционная армия, насчитывавшая 80 тыс. человек, направилась в Мехико. Но, отказавшись от этого плана, Идальго повёл армию на северо-запад, в Керетаро.

Поход Мигеля Идальго

7 ноября произошло столкновение около 40 тыс. повстанцев (многие, разочаровавшись отступлением от столицы, разошлись по домам) и испанских войск. Решив не давать боя, мятежники оставили свои позиции, но тем не менее потеряли до 5 тыс. убитыми. Отступив к Селайе, восставшие разделились, Идальго с небольшой группой направился на юг, в Вальядолид. Далее он направился в Гвадалахару, занятую до того повстанческим отрядами. Повстанцы вступили в город в ноябре. В Гвадалахаре Идальго издаёт декреты об упразднении подушной подати, освобождении рабов, уничтожении монополий на производство и продажу пороха, табачных изделий, вина, снижения алькабалы и о возвращении индейцам арендованных у них земель. В декабре он издаёт манифест, призывавший все слои общества к борьбе против колонизаторов.
В начале 1811 года колониальные власти решили отправить в Гвадалахару силы под командованием генерала Феликса Кальехи (6 тыс. солдат). После известий о приближении испанских войск повстанцы оставили город и отошли на восток. 16 января произошло столкновение двух армий. Несмотря на численное превосходство, повстанцам пришлось отступить, а их потери были весьма значительны. Это поражение деморализовало армию мятежников, многие стали покидать её ряды. Идальго был отстранён своими сподвижниками от руководства восстанием, однако формально он сохранял своё лидирующее положение. В марте двухтысячный отряд патриотов попал в засаду, Идальго был схвачен и 30 июля расстрелян. 16 сентября отмечается в Мексике как День независимости (исп. Día de la Independéncia), а Идальго почитается национальным героем.

## Хосе Мария Морелос

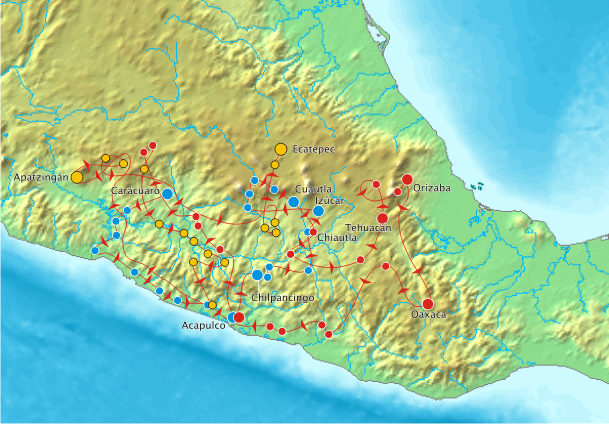
Военные походы Морелоса

После смерти Идальго руководство революционной армией возглавил другой приходской священник Хосе Мария Морелос. В армии Морелоса выдвинулось по крайней мере три способных командира: Висенте Герреро, Хосе Мигель Фернандес-и-Феликс (известный под именем Гуадалупе Виктория) и отец Мариано Матаморос. С ними он вёл своих людей в партизанские вылазки в горах, уничтожая конвои и расстраивая коммуникационные линии роялистов.
24 мая 1811 года Морелос занял Чильпансинго, а через день Тистлу. В августе Морелос с полутора тысячами человек выступил на восток и занял Чилапу. В ноябре он овладел Тлапой и далее Чаутлой. В декабре его войска заняли Куаутлу, а в конце года они вошли в важный административный и торговый город Теуакан. К этому времени революционное движение достигло большого размаха: в конце 1811 года в руках восставших были интендантства Гуанхауто, Гвадалахара, Мичоакан, Сакатекас, значительная часть интендантств Пуэблы, Веракруса, Сан-Луис-Потоси и Мехико находилась под контролем повстанцев. В 1812 году из Испании к роялистам прибывает подкрепление. К этому моменту столица была окружена революционными отрядами.
В феврале испанцы осадили Куаутулу, где Морелос сосредоточил основные силы численностью около 5,5 тыс. человек. В течение двух с половиной месяцев повстанцы удерживали противника, а затем оставили город, потеряв 800 человек убитыми. Поражение Морелоса воодушевило роялистов и к середине 1812 года власти смогли стабилизировать положение в стране.
18 марта 1812 года испанские кортесы приняли в городе Кадисе конституцию, вводившую равное представительство метрополии и колоний в кортесах и признававшую гражданские права всех жителей колоний без негритянских примесей. 5 октября вице-король опубликовал декрет о свободе печати, принятый кортесами в 1810 году.
Издание конституции и других актов кортесов способствовало усилению революционных настроений в Новой Испании. Ввиду этого власти приняли ряд ограничительных мер. Они отменили свободу печати, запретили собрания людей на улицах. Также приостанавливалось проведение выборов в городской муниципалитет Мехико.
Сторонники независимости, возмущённые нарушением Кадисской конституции, активизировались, и во второй половине года произошёл подъём освободительного движения. В конце октября 1812 года Морелос овладел Орисабой, 25 ноября — Оахакой. В апреле 1813 года повстанцы взяли Акапулько, под контролем вице-короля теперь находились лишь столица и главные провинциальные центры.
Морелос добивался не просто освобождения Мексики от колониального ига, но и проведения социально-экономических и политических преобразований в интересах неимущих масс населения, против расовой дискриминации и феодальной эксплуатации. 28 июня 1813 года он издал в Акапулько декрет о созыве национального конгресса для создания правительства. Конгресс открылся в Чильпансинго 14 сентября того же года. На его заседании был оглашён документ «Чувства нации», предусматривавший отмену рабства и деления населения на расовые группы, установление единого налога, гарантии собственности и неприкосновенности жилища, запрещение пыток.

Военные действия Висенте Герреро в 1812—1816 годах

Но в результате наступательных операций испанцев территория, контролируемая революционными силами, к осени 1813 года сохранилась только в Южной Мексике.
6 ноября 1813 года Конгресс Анауака принял «Торжественный акт Декларации независимости Северной Америки». Добившись военных успехов на юге, Морелос двинулся на север в Вальядолид, но потерпел поражение. В начале 1814 года испанская армия разгромила мятежников в районе Пуруарана. В марте 1814 года к власти в Испании вернулся Фердинанд VII, действия по подавлению восстания были активизированы.
22 октября 1814 года повстанческий конгресс провозгласили первую в истории Мексики конституцию — «Конституционный указ о свободе Мексиканской Америки» — которая устанавливала республику и разделение властей, высшим законодательным органом объявлялся конгресс. Провозглашались равенство всех граждан перед законом, свобода слова и печати, должна была исповедоваться только римско-католическая религия. Руководство республикой осуществлялось комитет из трёх человек, каждый из которых должен был быть президентом в течение четырёх месяцев — чтобы удовлетворить амбиции тройки вождей повстанцев. Но происпанские роялистские силы снова перешли в наступление и в 1815 году Морелос также был захвачен испанскими властями, подвергнут пыткам инквизиции и казнён за государственную измену.

## Независимость
С 1815 по 1821 год силы сторонников независимости состояли в основном из отдельных отрядов партизан. Из этой среды выделились два человека — Гуадалупе Виктория из Оахаки и Висенте Герреро из Пуэблы, способные командовать войсками и пользующиеся доверием своих последователей.
В результате разгрома главных сил восставших к концу 1815 года Новая Испания (территория, включавшая в себя современную Мексику) была в основном вновь подчинена испанскому господству. Хотя мексиканские патриоты не сложили оружие, революционное движение после гибели Морелоса пошло на спад. Превосходство сил лоялистов над революционерами было подавляющим: общее число повстанцев не достигало тогда и 10 тыс., тогда как испанцы располагали 40-тысячной кадровой армией и примерно таким же по численности роялистским ополчением, то есть всего имели под ружьём около 80 тыс. человек (См.: Alaman L. Op. cit., t. IV, p. 626—628, t. V, p. 20.), в большинстве своём лучше подготовленных и вооружённых, чем повстанческие формирования.
В довершение всего, новый испанский вице-король Хуан-Руис-де-Аподака, стремясь вернуть контроль над ситуацией, издал указ о помиловании каждого мятежника, готового сложить оружие.
После десятилетия гражданских войн и гибели двух основателей освобождения, к началу 1820 года движение за независимость было близко к краху. Повстанцы столкнулись с жёсткостью испанских военных и апатией многих креолов. Насилие нерегулярных армий Идальго и Морелоса заставило влиятельных креолов бояться расовой и классовой войны, обеспечив их поддержку консервативным испанским властям, в ожидании менее кровавых способов борьбы.
Но именно на этом этапе, когда патриоты терпели тяжёлые поражения, произошёл перелом в войне - успешные либеральные восстания в Испании сделали возможным радикальное перераспределение просепаратистских сил. Часть креольской элиты опасалась радикальных демократических реформ и желала изолировать страну от либерального влияния метрополии.
В декабре 1820 года наступило время для последней правительственной кампании против повстанцев — вице-король Хуан Руис де Аподака направил войска во главе с офицером креолом Агустином де Итурбиде, получившем известность за усердие и жестокость, с которым он преследовал Идальго и Морелоса в начале борьбы за независимость, чтобы нанести поражение армии Герреро в штате Оахака.
Страх перед либеральными реформами привёл к тому, что Итурбиде вместе со значительной частью креольской знати изменил испанской короне и перешёл на сторону инсургентов, объединившись с силами Герреро. В воззвании 24 февраля 1821 года в городе Игуала, получившем название «План Игуала», он потребовал «трёх гарантий» для мексиканцев, в число которых вошли: независимость Мексики и установление конституционной монархии, равенство прав креолов и испанцев и сохранение привилегий католической церкви.

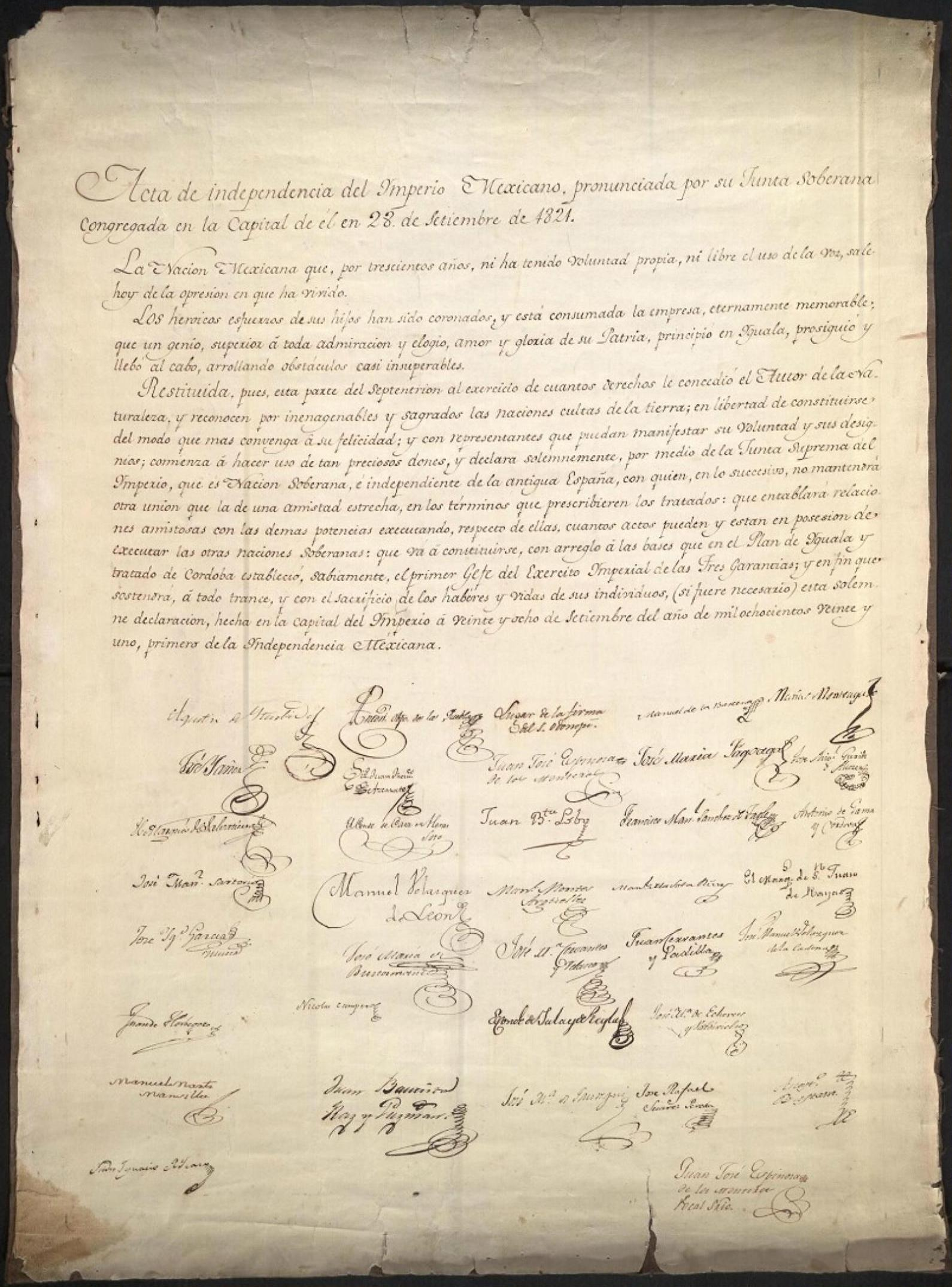
Декларация независимости Мексиканской империи, 1821 год

Переход войск под командованием Итурбиде на сторону повстанцев решительным образом изменил соотношение сил: численность «армии трёх гарантий» вскоре достигла 50 тыс. человек, в то время как в распоряжении испанской администрации фактически оставалось лишь около 6 тыс. экспедиционных войск. Наступление армии Итурбиде почти не встречало сопротивления. Из Игуалы его солдаты вышли на север и в середине апреля 1821 года вступили в Гуанхауто, потом на юг, где 22 мая заняли Вальядолид. Далее они выступили на северо-восток к Керетаро и 28 июня овладели городом. Итурбиде направил армию на юго-восток, к столице. 23 июля он вошёл в Куэрнаваку, через неделю овладел Оахакой, 2 августа Пуэблой. 19 августа произошло кровопролитное сражение на подступах к Мехико у Аскапоцалько.
24 августа 1821 года представители испанской короны и Итурбиде подписали Кордовский договор, в котором признавалась независимость Мексики в соответствии с положениями «Плана Игуала». 27 сентября освободительная армия вошла в Мехико, а 28 сентября в столице была обнародована «Декларация независимости Мексиканской империи». Новый парламент Мексики желал установить тесные связи с бывшей метрополией, предполагая, что испанский король Фердинанд VII станет императором Мексики, но оба государства будут независимыми друг от друга. В случае отказа парламент хотел пригласить другого члена династии Бурбонов, но Фердинанд независимости колонии не признал. Тогда на роль императора выдвинулся президент регентского совета Агустин Итурбиде. 18 мая 1822 года народ и гарнизон города Мехико провозгласили Итурбиде мексиканским императором, и он вступил на престол под именем Августина I (Агустина I).
Установление монархической формы правления вызвало недовольство республиканцев в рядах борцов за независимость, включая героев войны Висенте Герреро и Гуадалупе Викторию, что делало гражданский конфликт неизбежным. Командующий гарнизоном Веракруса, будущий президент Мексики Антонио Лопес де Санта-Анна поднял восстание против Итурбиде, и 1 декабря 1822 года объявил Мексику республикой. Большая часть населения страны встала за республиканский строй. У императора почти не осталось сторонников. Отрёкшись от престола, 19 марта 1823 Агустин бежал из страны.

## Военачальники в войне

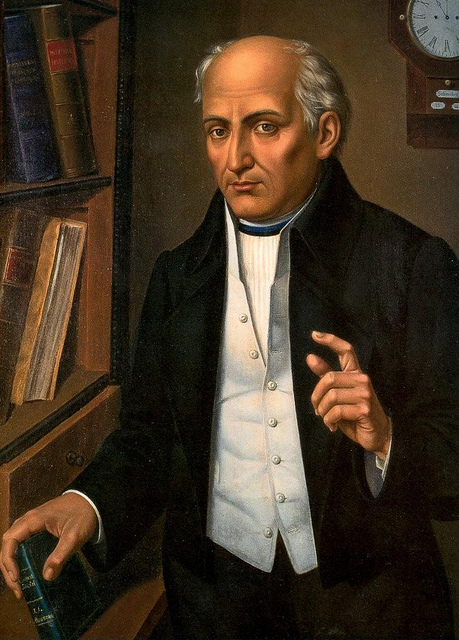
Мигель Идальго
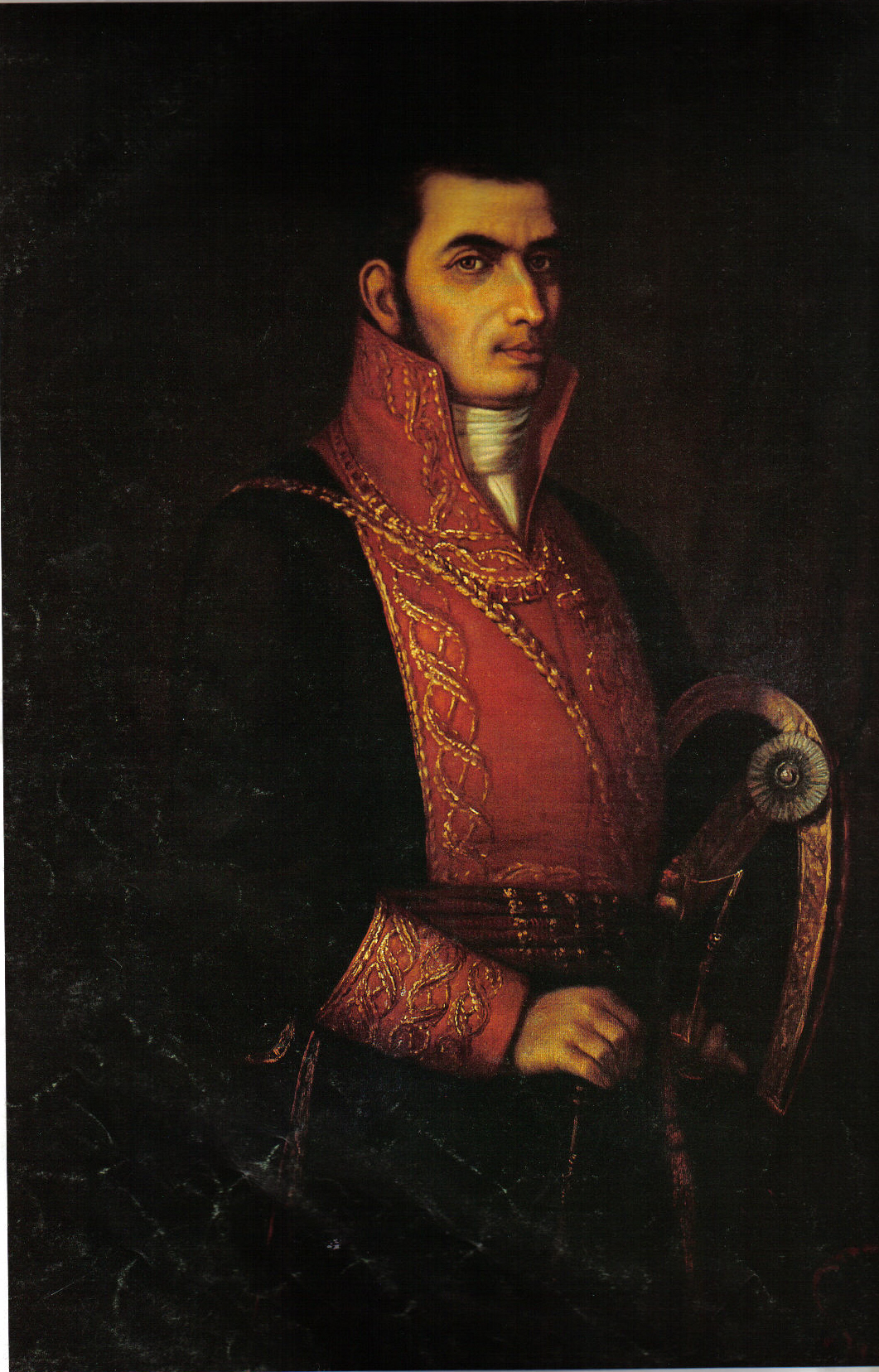
Хосе Мария Морелос
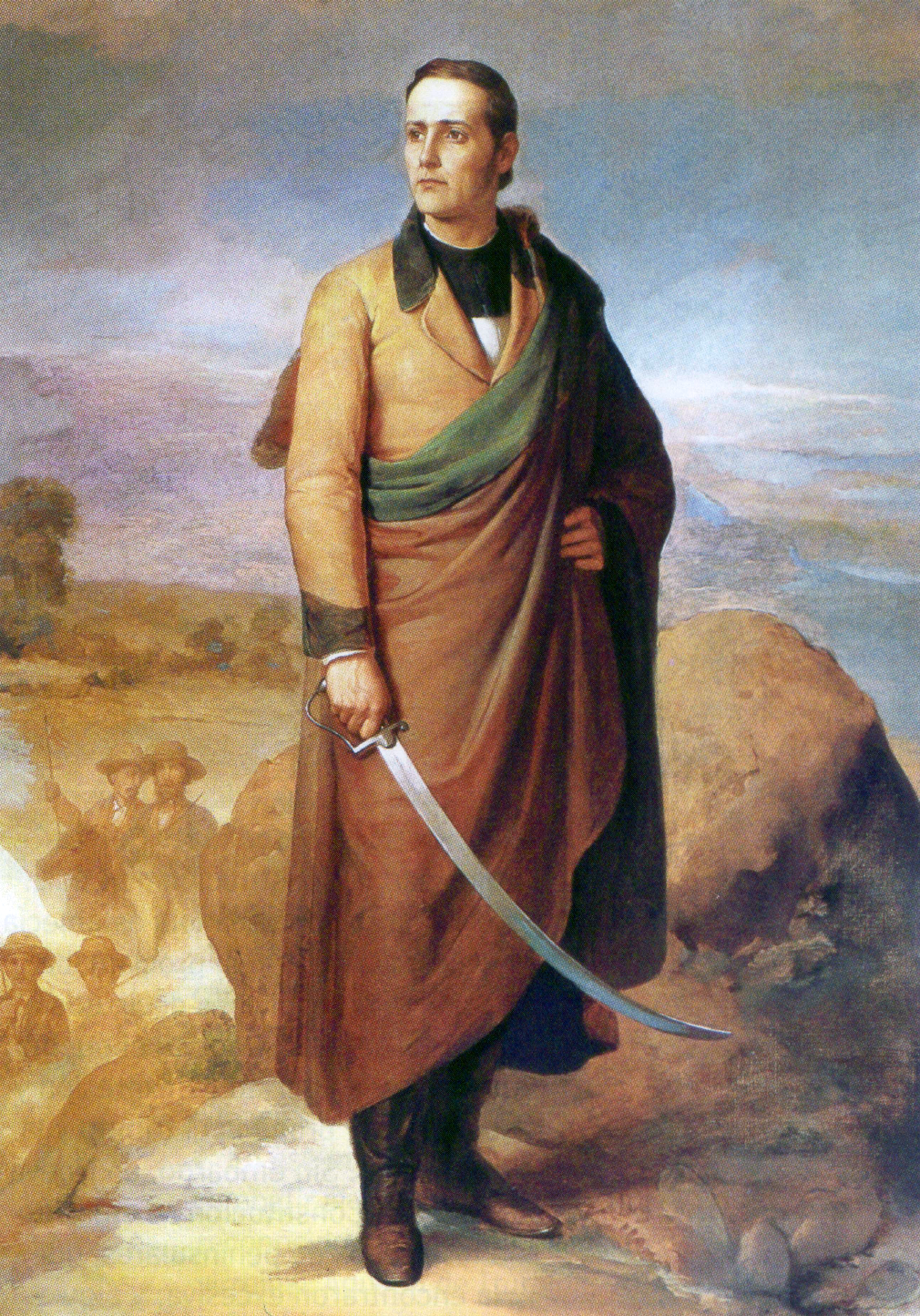
Мариано Матаморос
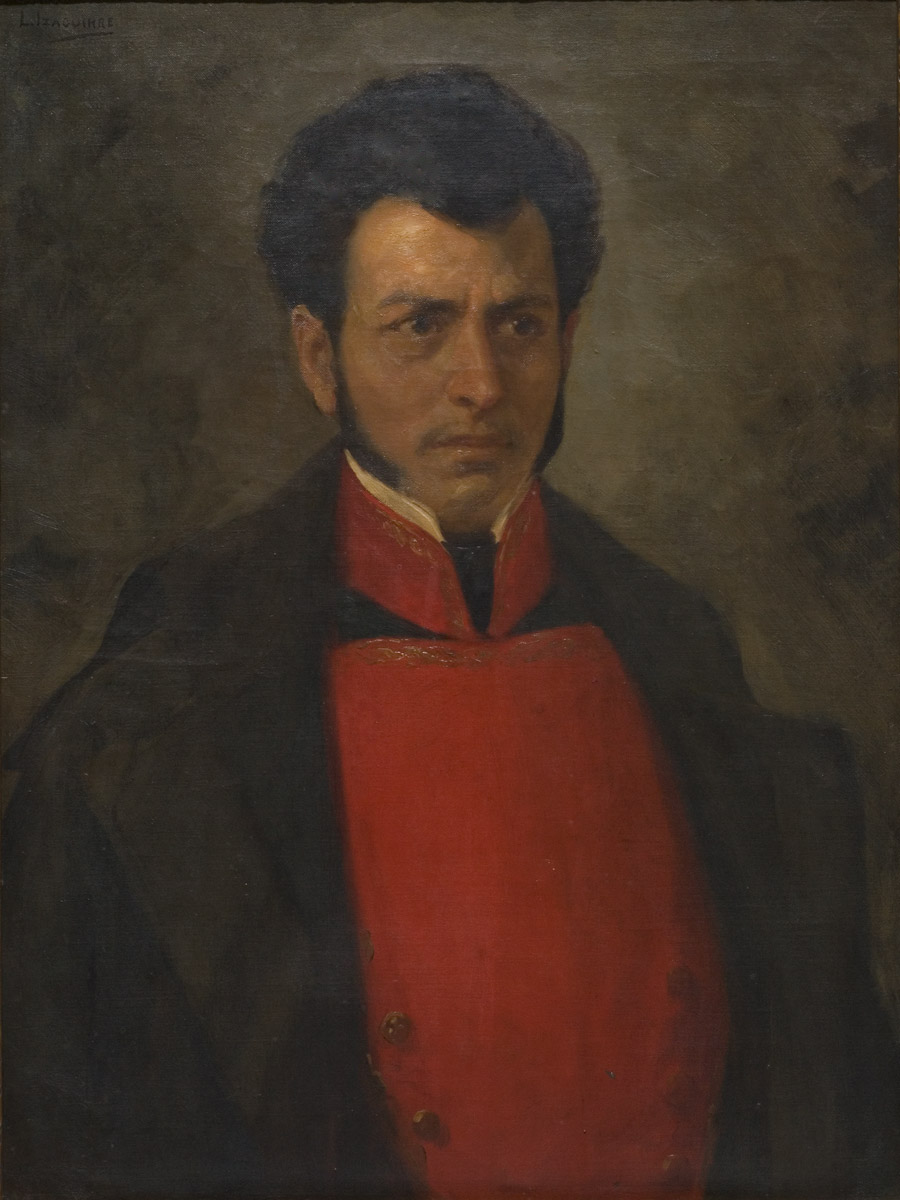
Висенте Герреро
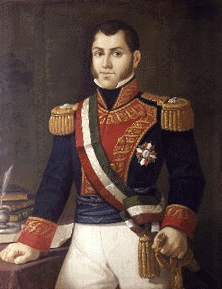
Гуадалупе Виктория
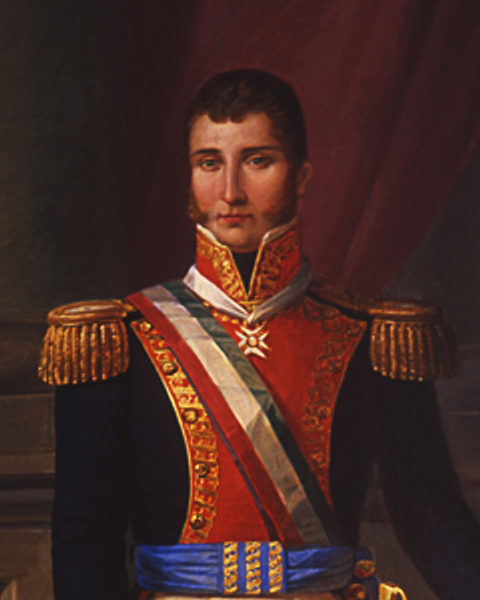
Агустин Итурбиде
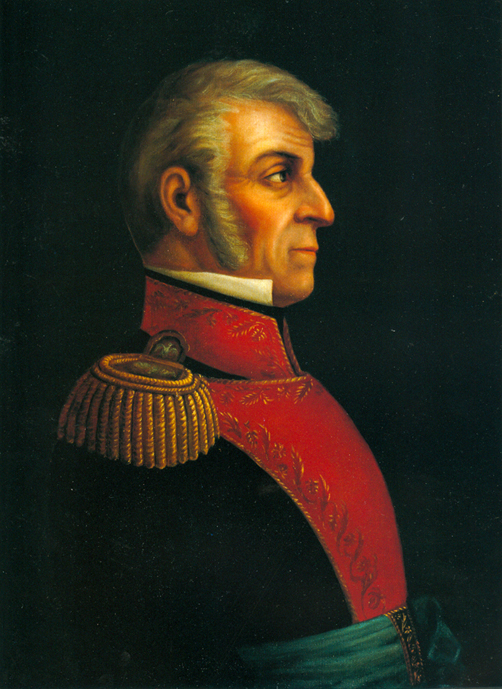
Игнасио Лопез Район
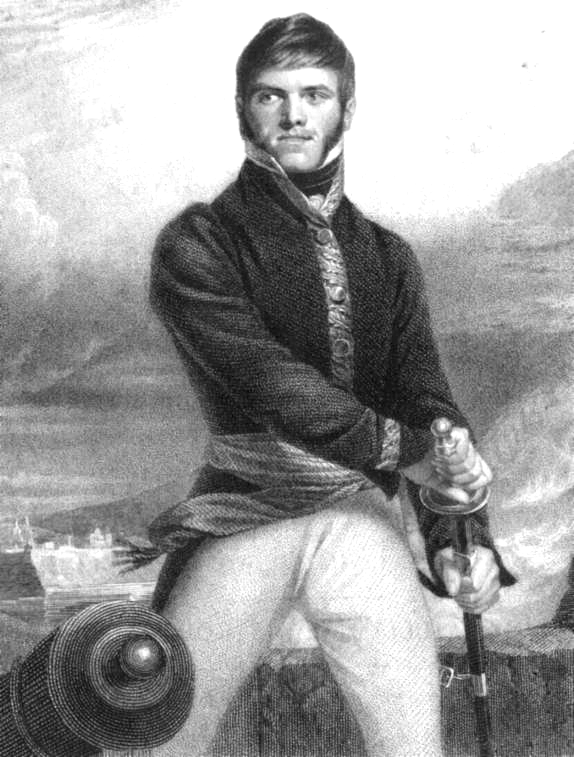
Франсиско Хавьер Мина
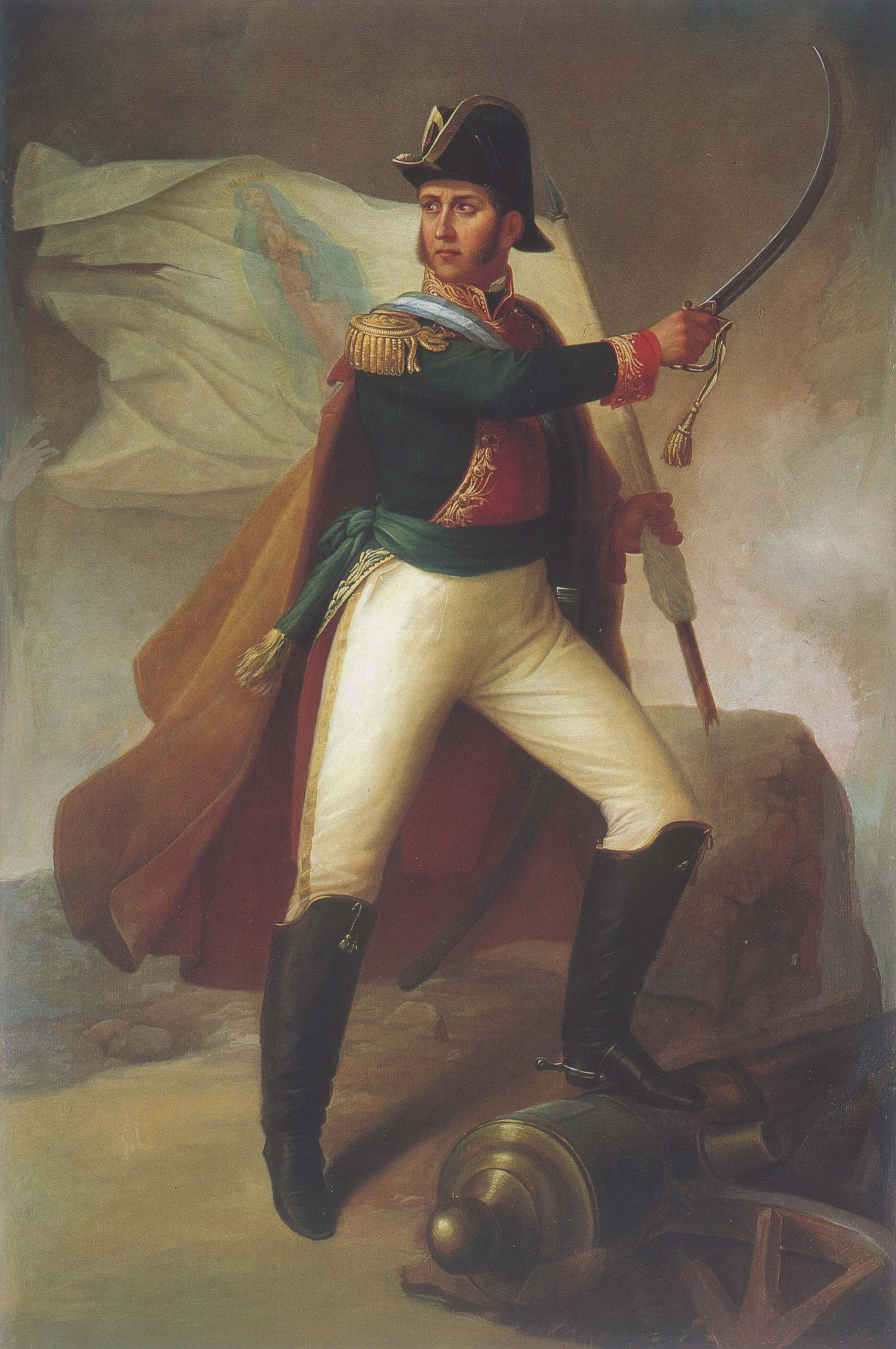
Игнасио Альенде